# Vecio
Vècio è un modo di dire usato, in particolare dagli Alpini, che si sono distinti durante la prima guerra mondiale e la seconda guerra mondiale. È un termine dialettale che significa letteralmente "vecchio" ma non ha connotazione offensiva, riferendosi a una duratura conoscenza  interpersonale. 
Usato in Veneto, nella Bisiacaria e nella provincia di Brescia è comunemente utilizzato per indicare amicizie strette e di lunga data, indipendentemente dall'età anagrafica.
Per estensione è usato in modo affettuoso di iniziare un discorso privato tra moglie e marito sposati da tanti anni: Vècio, Vècia (al posto di altri nomignoli di coppia).
Con significato effettivo di persona avanti con gli anni, e spirito goliardico, un gruppo di donne può dire di un'altra "la zé na vècia in fresca", col significato di donna di una certa età che si trucca troppo o si veste in modo troppo giovanile, a costo di apparire un po' ridicola.
Con riferimento ai riti propiziatori per un buon raccolto, probabilmente di origine Celtica o comunque Precristiana, è molto diffusa nel Nord-Est la tradizione di "brusàr la vècia", per condividere in compagnia un legame fraterno tra gli uomini e una rinnovata armonia con la natura, nonostante le difficoltà della vita, e lasciarsi l'inverno alle spalle accogliendo la stagione di rinascita della primavera.
Ritornando ai gruppi di persone che esprimono questo spirito di armonia e legame fraterno, i Vèci Alpini sono un esempio di corpo militare spesso impegnato in operazioni di salvataggio in montagna e di protezione civile, famosi per lo spirito di corpo ma anche per la disponibilità ad aiutare dove c'è bisogno.